# Pteruthius xanthochlorus
A Pteruthius xanthochlorus a madarak osztályának verébalakúak (Passeriformes) rendjébe és a lombgébicsfélék (Vireonidae) családjába tartozó faj.

## Rendszerezése
A fajt John Edward Gray és George Robert Gray írta le 1847-ben.

## Alfajai
- Pteruthius xanthochlorus hybrida Harington, 1913
- Pteruthius xanthochlorus occidentalis Harington, 1913
- Pteruthius xanthochlorus pallidus (David, 1871)
- Pteruthius xanthochlorus xanthochlorus J. E. Gray & G. R. Gray, 1847[2]

## Előfordulása
Dél- és Délkelet-Ázsiában, Bhután, Kína, India, Mianmar, Nepál, Pakisztán és Vietnám területén honos. A természetes élőhelye lombhullató és tűlevelű erdők. Magassági vonuló.

## Megjelenése
Testhossza 13 centiméter, testtömege 14–15 gramm.
|  |

## Életmódja
Rovarokkal, bogyókkal és magvakkal táplálkozik.

## Természetvédelmi helyzete
Az elterjedési területe nagyon nagy, egyedszáma ugyan csökken, de még nem éri el a kritikus szintet. A Természetvédelmi Világszövetség Vörös listáján nem fenyegetett fajként szerepel.